# Paradesisa mindanaonis
Paradesisa mindanaonis är en skalbaggsart som beskrevs av Stefan von Breuning 1980. Paradesisa mindanaonis ingår i släktet Paradesisa och familjen långhorningar.
Artens utbredningsområde är Filippinerna. Inga underarter finns listade i Catalogue of Life.